# Székelyvaja
Székelyvaja (románul Vălenii) falu Romániában Maros megyében.

## Fekvése
A falu Marosvásárhelytől 13 km-re délkeletre a segesvári út mentén a Göcs-patak mellett fekszik, amely a falu alatt a Vaja nevet veszi fel. Ákosfalvához tartozik.

## Története
1332-ben Voya néven említik először. 1562-ben határában fogták el János Zsigmond csapatai székelypálfalvi Nagy Györgyöt a fellázadt székelyek egyik vezérét, akit Segesváron lefejeztek. 1848-ban itt tartották Marosszék nemzetőrei gyűlésüket, innen indultak a radnóti tábor ellen. 1910-ben 1008 lakosából 995 magyar és 1 román volt.
A trianoni békeszerződésig Maros-Torda vármegye Marosi alsó járásához tartozott. 1992-ben 708-an lakták, melyből 708 magyar, 74 cigány és 8 román.

## Látnivalók
- Református temploma román kori eredetű, szemöldökkövében egykor 1442-es évszám volt látható.
- Görögkatolikus temploma ezzel szemben a domboldalban áll.

## Híres emberek
- Itt született 1932. november 14-én Osváth Jenő atomkutató mérnök.